# مهمان مامان
مهمان مامان یک فیلم کمدی خانوادگی به کارگردانی و تهیه‌کنندگی داریوش مهرجویی و نویسندگی داریوش مهرجویی و وحیده محمدی‌فر و هوشنگ مرادی کرمانی محصول سال ۱۳۸۲ است. این فیلم بر اساس کتاب مهمان مامان نوشتهٔ هوشنگ مرادی کرمانی و توسط سیمافیلم تولید شده است.
از فیلم استقبال خوبی شد و در بیست و دومین دوره جشنواره فیلم فجر، سیمرغ بلورین بهترین فیلم را دریافت کرد. این فیلم هجدهمین فیلم بلند داریوش مهرجویی است.

## خلاصه داستان
مادر (گلاب آدینه) باخبر می‌شود که خواهرزاده‌اش (امیر حسینی) به همراه نوعروس خود (رؤیا عالمی) قرار است به میهمانی نزد او بیایند، مادر برای این که حفظ آبرو کند، دستپاچه و نگران است و تلاش زیادی برای آماده کردن وضعیت ظاهری خانه دارد، اما هنوز پدر، یدالله (حسن پورشیرازی) نیامده و هرلحظه ممکن است میهمانان از راه برسند. دقایقی پس از ورود یدالله، که هندوانه ای با خود آورده، مهمانان سر می‌رسند، یدالله که خوش مشرب و اهل خاطره و سینماست، خاطرات خصوصی زندگی اش را، بدون ملاحظه برای مهمانان تعریف می‌کند و کار بدتر اینکه، آنقدر تعارف می‌کند تا اینکه خواهرزاده مادر - که او را مدام جناب سرهنگ خطاب می‌کند - تصمیم می‌گیرد شام مهمان آنها باشد. اما در خانه هیچ وسیله پذیرایی وجود ندارد، مادر دست به دامان همسایه‌ها و آشنایانش می‌شود. اضطراب مادر برای تهیه شام هر ساعت بیش و بیشتر می‌شود، ساکنان خانه، به تکاپو می‌افتند، اهمیت مرغ در سفره برای مادر حیاتی است. مش مریم(فریده سپاه منصور) - یکی از همسایه‌ها - که چند مرغ و خروس در خانه دارد اما دلش نمی‌آید یکی از آنها را برای تأمین شام به کشتن بدهد. امیر(علیرضا جعفری)- پسر کوچک خانواده، به همراه دوستش، از مغازه پدر، مخفیانه مرغ و ماهی برمی‌دارد ولی سر بزنگاه پدر دوستش می‌رسد و پسرش را تنبیه می‌کند و امیر ناکام به خانه بازمی‌گردد. یوسف (پارسا پیروزفر) که از خانواده ثروتمندی است، بعد از این که همسر حامله اش (نسرین مقانلو) را برای دور ریختن مواد مخدرش کتک سختی می‌زند، اما بعداً برای این که دل او را که نگران مهمانی مامان است به دست آورد به همراه امیر به خانه پدری اش می‌رود و در میان پرسشهای دائمی پدر(مهدی تقی‌نیا)، و نفرین‌های پی در پی مادر(آفرین عبیسی) که معتقد است همسرش صدیقه پسرش را معتاد کرده، از یخچال انواع مواد خوراکی مورد نیاز را برداشته و بازمی‌گردد. همسایه‌های دیگر، بقیه مواد مورد نیاز شام ایده ال مادر را تهیه می‌کنند و قبل از اینکه مهمانی شروع شود پدر دوست امیر که از کرده خود پشیمان شده، مرغ و ماهی را به همراه پسرش، خود به در خانه آنها می‌آورد… عاقبت شام حاضر است، مهمانان و همه ساکنان خانه بر سر سفره می‌نشینند، مادر خوشحال از آبروداری و مهمانان آماده رفتن هستند، که با اصرار بی‌دلیل و پافشاری ابلهانه یدالله، مهمانان برای ماندن آن شب در خانه مادر رضایت می‌دهند مادر که طاقتش به پایان رسیده، در اوج ناراحتی، بیهوش می‌شود، همهٔ میهمانان به تکاپو می‌افتند تا به هر طریق او را به بیمارستان برسانند، دکتر اضطراب بیش از اندازه را موجب ناراحتی مادر می‌داند و برایش استراحت مطلق را تجویز می‌کند. پس از بازگشت مهمانان، برای عروس و داماد، اتاقی جداگانه آماده می‌کنند، همسایه‌ها به خانه‌هایشان می‌روند و چراغ‌ها یک به یکی خاموش می‌شوند و مادر نیز راضی از آبروداری روز سختش چشمانش را برهم می‌گذارد…

## دربارهٔ فیلم
این فیلم نیز، مانند فیلم اجاره‌نشین‌ها، گوشه‌هایی از جامعهٔ ایرانی و عادات و رفتار آن را با استفاده از شخصیت‌های مختلفی که شاید نمایندهٔ قشرهای مختلف جامعهٔ ایرانی هستند، نشان می‌دهد.

## بازیگران
| بازیگر            | نقش               |
| ----------------- | ----------------- |
| گلاب آدینه        | مادر بهاره و امیر |
| پارسا پیروزفر     | یوسف              |
| امین حیایی        | دکتر              |
| حسن پورشیرازی     | یدالله            |
| ژاله علو          | خانم اخوان        |
| نسرین مقانلو      | صدیقه             |
| فریده سپاه منصور  | مش مریم           |
| ملیکا شریفی نیا   | بهاره             |
| علیرضا جعفری      | امیر              |
| بهنوش بختیاری     | پرستار            |
| امیر حسینی        | داماد             |
| رویا عالمی        | عروس              |
| مهدی تقی‌نیا       | پدر یوسف          |
| آفرین عبیسی       | مادر یوسف         |
| سید جلال طباطبایی |                   |

## جوایز

### بیست و دومین دوره جشنواره فیلم فجر
| قسمت                       | شخص                                              | نتیجه   | جایزه        |
| -------------------------- | ------------------------------------------------ | ------- | ------------ |
| بهترین فیلم                | داریوش مهرجویی/سیما فیلم                         | برنده   | سیمرغ بلورین |
| بهترین کارگردانی           | داریوش مهرجویی                                   | کاندیدا | سیمرغ بلورین |
| بهترین بازیگر نقش اول مرد  | حسن پورشیرازی                                    | کاندیدا | سیمرغ بلورین |
| بهترین بازیگر نقش اول زن   | گلاب آدینه                                       | کاندیدا | سیمرغ بلورین |
| بهترین بازیگر نقش مکمل مرد | پارسا پیروزفر                                    | کاندیدا | سیمرغ بلورین |
| بهترین بازیگر نقش مکمل زن  | فریده سپاه منصور                                 | کاندیدا | سیمرغ بلورین |
| بهترین فیلمنامه            | داریوش مهرجویی/وحیده محمدی فر/هوشنگ مرادی کرمانی | کاندیدا | سیمرغ بلورین |
| بهترین صدابرداری           | جهانگیر میرشکاری                                 | کاندیدا | سیمرغ بلورین |
| بهترین طراحی صحنه و لباس   | محسن شاه ابراهیمی                                | کاندیدا | سیمرغ بلورین |
| بهترین چهره پردازی         | مهین نویدی                                       | کاندیدا | سیمرغ بلورین |

### جشن خانه سینما
- برندهٔ تندیس زرین بهترین بازیگر نقش مکمل مرد: پارسا پیروزفر
- برندهٔ تندیس زرین بهترین طراحی هنری: محسن شاه‌ابراهیمی
- نامزد تندیس زرین در ۷ بخش دیگر